# デスラー艦
デスラー艦（デスラーかん）は、「宇宙戦艦ヤマトシリーズ」に登場する架空の宇宙戦闘艦。
ガミラス帝国、のちにガルマン・ガミラス帝国の総統デスラーの御座艦で、帝国軍総旗艦を兼ねる。初代・二代目・三代目を通じて、青い艦体色と艦首に備えたデスラー砲という共通の特徴がある。なお、「初代」「二代目」「三代目」は公式の名称ではないが、本記事内では区別のため便宜上そのように表記する。

## 初代
『宇宙戦艦ヤマト』第26話に登場する。デザイン担当は加藤直之、艦橋内部などの諸設定は松崎健一。
ラムネ瓶状の外観を持つ戦闘艦。ガミラス本星の天井都市の総統府を兼ねている緊急用の脱出艦。その性質上、設定画の側面図では艦尾にガミラス星天井都市の残骸が付着しているが、劇中では反映されていない。
全長は、劇中の描写ではヤマトの半分程度と小型である。艦橋部分は引き込み式で、艦尾には正六角形の主推進ノズルを6つ持つ。デスラー砲の発射直後にワープが可能であるほか、微速後進しながらワープに入れるという特徴的なスペックを備える。
兵装はデスラー砲のほか、通常武装として大レーザー砲塔3門とミサイル発射管8門を装備している。また、敵艦に白兵戦を挑むための、移乗戦用のチューブミサイルを備えている。
劇中での初登場は、天井都市の総統府としては第24話であるが、宇宙艦艇としては第26話(のみ)である。イスカンダル星からの帰還途上のヤマトを付け狙い、銀河系内にて捕捉。ワープ事故でヤマトと衝突し、デスラー自らがヤマトに乗り込み白兵戦を挑むが、コスモクリーナーによって撤退。その後、地球帰還直前のヤマトにデスラー砲を浴びせるが、空間磁力メッキに跳ね返され自滅する。『宇宙戦艦ヤマト2』第11話の回想シーンでは、デスラー砲の直撃後、デスラー自らがレバーを操作してワープしようとしたが、一瞬ワープしかけた直後に爆発し、デスラーの死体が宇宙空間に漂う結果になったと演出されている。
松本零士による漫画版では主砲は波動砲とされており、また艦尾には天井都市の残骸が描かれている。

## 二代目
『さらば宇宙戦艦ヤマト 愛の戦士たち』『宇宙戦艦ヤマト2』『宇宙戦艦ヤマト 完結編』に登場する。デザイン担当は宮武一貴。
三代の中で最も出番が多いタイプ。主に「新型デスラー艦」と呼ばれる。また、設定画には「デスラー戦艦」とも記述されており、『EB22 宇宙戦艦ヤマト メカニック大図鑑1』p. 116のようにこの名称を使用している資料本も存在するが、定着はしなかった。
初代デスラー艦の船体下半部および後部機関部を、新たな船体で挟むように増築した構造となっている。ゴーランド艦隊の妨害電波を消去する電子戦装備も持つ。
兵装は、艦首にあるデスラー砲とデスラー戦法用の瞬間物質移送器をはじめ、左右のデッキ上には三連装無砲身レーザー砲塔や対空装備として三連装のパルスレーザー機関砲が、艦底部には磁力機雷散布装置がそれぞれ装備されている。このほか、初代デスラー艦同様、大レーザー砲塔やミサイル発射管も確認できる。
艦橋にチェス盤状のコンソールで操作する、アンドロイド兵部隊の制御システムを備えている（『さらば』のみ使用）。デッキ舷側には艦載艇用のハッチが並んでおり、ここに搭載された内火艇でデスラーたちは脱出して第一空母へ旗艦を移している（『ヤマト2』第24話）。
劇中での登場
さらば宇宙戦艦ヤマト 愛の戦士たち
乗員はデスラーとタラン、および監視役のミル以外はすべてアンドロイド兵。小ワープによって右舷からヤマトに体当たりを受け、白兵戦の際に兵をコントロールする制御システムを破壊され、機能停止する。
宇宙戦艦ヤマト2
第2話から登場する。ガミラス人の乗組員が多数乗艦している。第23話での太陽系での決戦ではヤマトの波動砲を磁力機雷の転送で封じたが、『さらば』と同様に小ワープによる体当たり攻撃を受け、直後の白兵戦で大破して遺棄される。
宇宙戦艦ヤマト 完結編
終盤でディンギル帝国艦隊に包囲されて窮地に陥ったヤマトを救援する際に登場し、デスラーがルガールの座乗するプレ・ノアをデスラー砲で殲滅する。

## 三代目
『宇宙戦艦ヤマトIII』に登場する。デザイン担当は板橋克己。
ガルマン・ガミラス帝国でのデスラーの御座艦である巨大戦艦。全長は1,350メートル。二代目同様、主に「新型デスラー艦」と呼ばれる（表記揺れがある二代目と違いこちらはほぼ固定）。
ガミラス艦系統の曲線主体ではなく、ガルマン艦系統に通ずるブロック構造状の艦体が特徴。兵装は艦首にハイパーデスラー砲を装備。両翼部に瞬間物質移送器を備え、艦体に大口径回転速射砲塔を艦首に3基。左右デッキ上に2基ずつ、計7基。艦底には外付けの超大型の惑星破壊ミサイル2基がある。二代目まではデスラー艦の性能はヤマトと同等、又はそれ以下とされていたが三代目では武装面に置いても装甲面に置いてもヤマトとは比べものにならないほどの性能を持っている。
エンジン推力はボラー連邦の機動要塞の放つブラックホール砲の超重力をも無効化できるだけの力を持つ。
劇中では第24話と第25話に登場する。第24話では、シャルバート星上空でボラー連邦艦隊をハイパーデスラー砲で全滅させる。第25話では、太陽制御中のヤマトがボラー艦隊の攻撃を受けているときに、親衛艦隊のデスラー砲艦を率いて登場。ボラー連邦の首相ベムラーゼを機動要塞もろともハイパーデスラー砲で葬り去る。

なお、当初のデザイン検討時は二代目までと同じ葉巻型の艦体のラフが描かれていた。このラフ稿から瞬間物質移送器を取り除き、砲塔の位置などわずかな修正を加えたのがデスラー砲艦である。

## PSゲームシリーズ

### デスラー艦
初代のリメイク艦。PS版『宇宙戦艦ヤマト 遥かなる星イスカンダル』に登場する。
宮武一貴によりリデザインされている。設定や基本的なデザインに変更点はない。
劇中では、シナリオ9「マゼラン宙域」に登場。ムービー中のみの登場であり、ゲーム上での直接戦闘は行われない。

### 新型デスラー艦
二代目のリメイク艦。PS版『さらば宇宙戦艦ヤマト 愛の戦士たち』とPS2版『宇宙戦艦ヤマト 暗黒星団帝国の逆襲』に登場する。
宮武一貴によりデザインがリファインされている。スマートだった原作に比べると全体的に突起が多く角ばった形状になっており、艦首上部のフィン状突起が左右と下部にも備わったり、左右デッキ上の無砲身三連装レーザー砲塔が4基になったりしている。全長・全幅・自重の設定値はアニメ版と同じ。
また、空間磁力メッキを搭載しているという設定も追加されている。

『さらば』では、ストーリー12「ヒアデス・灯台星系」・ストーリー13「テレザート宙域」・ストーリー19「木星圏・ガニメデ近海」に登場する。ヤマトとの戦いの末に一度放棄された後、再度ガミラスに回収され、戦闘空母にデスラー砲ユニットとして装備される。そして、ストーリー20「地球圏・対都市帝国戦」において、落ち延びようとするサーベラー達を討ち果たす。『暗黒星団帝国の逆襲』では、正式名称が「改機動デスラー総統府型指揮戦艦」、通称が「デスラー艦II」となっており、回想ステージ「デスラー」に登場する。

## SPACE BATTLESHIP ヤマト
『SPACE BATTLESHIP ヤマト』では、オリジナルデザインの「デスラー艦」が登場する。
設定解説文ではガミラス前史の恒星間航行船と推測されている。本作品ではガミラスの設定がそれまでと大きく異なり、「デスラー」と名乗る鉱石状の集合意識生命体（「ガミラス」は地球側の命名）とされ、デスラー艦も御座艦・全軍の総旗艦というよりは、ガミラスの最終兵器という意味合いが強い。
デザインも原作と大きく異なっており、ヤマトを遥かに凌ぐ巨大な船体は、艦というよりは悪魔が翼を広げた様な外観を有しており、黒褐色のボディで所々に青い発光が見られる。

当初はガミラス星地下都市の一部を構成していた。ガミラスがガミラス・イスカンダル星でのヤマトクルーとの戦いで壊滅した後、残存兵力が本艦でヤマトを追撃し、地球目前でヤマトを奇襲して戦闘能力を奪う。そして、ヤマトクルーに対する報復として、地球を道連れにするために下部から惑星を消滅させるほどのエネルギーを持つミサイルを発射し、その直後に船体はバラバラに四散する。しかし、ヤマトの自爆特攻によりミサイルは破壊される。

## リメイクアニメシリーズ
本節では便宜上、『宇宙戦艦ヤマト』を『ヤマト』、『さらば宇宙戦艦ヤマト 愛の戦士たち』を『さらば』、『宇宙戦艦ヤマト2』を『ヤマト2』と略し、リメイク元のシリーズ全体を示す場合は「旧〜」（「旧作」「旧シリーズ」など）と表記する。

### コアシップ
初代のリメイク艦。『ヤマト』のリメイクである『宇宙戦艦ヤマト2199』、『さらば』『ヤマト2』のリメイクである『宇宙戦艦ヤマト2202 愛の戦士たち』に登場する。デザイン担当は石津泰志。
『2199』での正式名称は「独立戦闘指揮艦（デウスーラII世・コアシップ）」。本リメイクでは、後述する「デウスーラII世」の管制ユニットという設定になっている。さらに『2202』では、「元々はガミラス星の寿命問題解決のため、イスカンダルからコスモリバースシステムを強奪しようと考えた一派が建造したイスカンダル脅迫用の兵器『バレラスタワー』（総統府の建物）の動力源だった」という設定も追加された。
艦尾には旧デザイン同様六角形の推進機が6機あり、艦橋部分も引き込み式だが、艦首のデスラー砲の砲門は存在しない。また、旧作のデスラー艦における8門のミサイル発射管は、本作におけるガミラス艦の特徴である「目玉」になっている。
他のガミラス艦と大きく異なるロケット型の艦体は、ガミラス古来の星を渡る船の形状を継承したものと設定されている。
艦橋内には、二代目に搭載されていたものに似たチェス盤がモニター上に表示されている、機械化兵の指揮用コンソールが備わっている。
『2199』でのコアシップとしての劇中での登場は第22話と第23話。第22話では総統府の内部にモニュメントとして設置されており、雪が見上げている。第23話では、ヤマトがデスラー総統府に突入した際、帝都と部下を見捨てて総統府から発進し、要塞都市「第二バレラス」へ向かう。そしてデウスーラII世とドッキングし、艦の制御を第二バレラスからコアシップに移して作戦を行う。

『2202』では、第15話と第16話において、『2199』から映像を流用した回想シーンで登場。第22話において、ヤマトを誘い込むスペースを作るためにノイ・デウスーラから分離される。戦いの後、ノイ・デウスーラの艦体はヤマトに提供され、コアシップは単体で離脱。最終話では青色のゲルバデス級の甲板上に設置されている。

### 特一等航宙戦闘艦 デウスーラII世
『宇宙戦艦ヤマト2199』に登場する宇宙戦闘艦。デザイン担当は石津泰志。
ゼルグート級戦闘艦「デウスーラI世」の後継艦で、ヤマトの2倍弱の全長を持つ大型艦。デザインは本作オリジナルで、艦首砲口の左右にガミラス艦特有の「目玉」を備えた盾のような構造物が存在し、また艦体左右両舷は翼のように広げられた形状をしている。
艦首にデスラー砲（正式名称：ゲシュ=ダールバム）を装備するほか、330ミリ三連装陽電子カノン砲塔と330ミリ三連装陽電子ビーム砲塔を6基ずつ、さらにそれらより大口径の480ミリ三連装陽電子カノン砲塔が艦橋両側に計4基、下面に2基装備している。その上、魚雷発射管を計51門装備しており、シリーズ歴代のデスラー艦の中では最も重武装である。なお、ビーム兵器は全て格納式となっている。
デスラー総統座乗艦として、第二バレラス宙軍工廠で極秘裏に建造されていた新型航宙戦闘艦で、その存在を知るのは軍需国防相のヴェルテ・タランと親衛隊のみという背景設定をもつ。先代のデウスーラI世同様艦の運用は親衛隊が担っているようで、劇中では親衛隊のハルツ・レクター大佐が艦長を務める。
第二バレラスに設置されており、都市に設営された次元波動兵器（デスラー砲）の射撃中枢を兼ねている。亜光速の移動目標を精密射撃する際には、第二バレラスから分離して、デスラー砲搭載艦として運用できる。デスラー砲へのエネルギー供給は、艦が第二バレラスと接続しているときは第二バレラスの次元波動機関から受けるが、分離後は艦に搭載されている次元波動機関から受けるように切り替わる。なお、独立艦として運用するには後述のコアシップとのドッキングが必須である。
劇中では第23話でコアシップとドッキングする際に初登場。第二バレラスに繋留された状態となっており、艦体の一部しか映らず、この話の時点だと全体像は不明。森雪とノラン・オシェットの工作による第二バレラスの爆発に巻き込まれて爆沈したかに見えたが、直前にゲシュ＝タム・ジャンプ（ワープ）で逃れていた。第25話で、亜空間回廊内でヤマトを待ち伏せ、ヤマトに接舷し、機械化兵（ガミロイド）で構成される機械化降下猟兵部隊を用いた白兵戦を行うが、ヤマト側のコンピュータウイルスにより部隊はコントロール不能状態に陥って全滅したため失敗する。その後デスラー総統の帰還を確認した後ヤマトから離れ、亜空間回廊内では通常のビーム兵器が無効であることからデスラー砲でヤマトを沈めようとしたが、発射直前に実体弾である三式融合弾の連射を受けて艦体を損傷。中破状態でデスラー砲を発射したことにより、波動エネルギーが内部で暴発し、爆沈する。

『2199』のメカデザインの多くは、総監督の出渕裕からある程度具体的な方向性の指示が与えられている、あるいは出渕自身がラフデザインを手掛けているが、本艦に関してはコアシップとのドッキング機能を持つという点以外の具体的なオーダーは無かったため、石津が自由にデザインしている。石津当人は本艦のデザインについて「強そうに見えること程度しか意識せずに、手の動くままに線を走らせたらこの形状になった」と述べている。大まかな形状を決めた後から最終稿に至るまでは、コアシップとのバランスなど、かなりの検証を重ねたという。

### ノイ・デウスーラ
『宇宙戦艦ヤマト2202 愛の戦士たち』に登場。デザイン担当は石津泰志。マーキングを含むカラーリングは小林誠が行っている。
轟沈時のデウスーラII世から分離・脱出したコアシップをベースに、ガトランティス製の艦体を組み合わせた新たなデスラー艦。既存艦の範疇を超えたデスラーの分身的存在とされる。
劇中での立ち位置は二代目に相当するが、デザインはデウスーラII世のときと同様、完全な本作オリジナルである。艦首上面にコアシップを埋め込まれており、左右にほぼ上下対称の扁平な艦体が広がっている。正面からのシルエットはラスコー級などに近いが、扁平な部分は左右後方へと広がっており、上面からのシルエットは「Y」のような形（下の方が艦首側）である。艦橋はコアシップのものではなく、主艦体の方に新しく設置されており、全体から見ると前寄りとなっている。艦体表面にはひし形を重ね合わせた見た目をしたガミラス模様が描かれている。
推進器やデスラー砲にワープグリットをまとわせて通常空間に維持することで、どんな空間のどんな影響も受けずに安定稼働が可能な波動制御機関を備える。機関の詳細は不明だが、推進ノズルの噴射炎は、ガミラス艦系統のピンク色ではなく、ガトランティス艦系統の水色である。また、ワープエフェクトもガトランティスのものとなっている。
武装としては、先代艦と同様にデスラー砲を備えるほか、艦首左右に瞬間物質移送機を備え、艦底の電磁式パイロンには前期ゴストーク級ミサイル戦艦の超大型ミサイルを多数懸吊できる。砲塔類はすべて艦橋の後部または左右の扁平艦体の上下面に設置されており、三連装カノン砲塔を16基、輪胴砲塔を大小14基備えている。
艦橋構造物の後部（中央の推進ノズルの真上）には、格納庫が備わっており、劇中では汎用垂直離着陸艇SDG61-Lを複数搭載しているのが確認できる。
艦の運用や警備はガミロイドによって行われている。これはタランが艦隊を率いて合流してからも同様のため、艦内にある制御システムをダウンさせられると、全てのガミロイドが機能を停止してしまう。

劇中には第11話から登場。3度にわたってヤマトと交戦する。最後の戦いの後、トランジット波動砲発射のふく射からヤマトを守るための盾としてデスラーからヤマトへ提供され、波動砲口前面に置かれてトランジット波動砲発射のふく射により消失する。

## ひおあきらの漫画版
ひおあきらの漫画版『宇宙戦艦ヤマト』では、デスラーは初代デスラー艦ではなく、本作オリジナルの大型旗艦に乗艦し、艦隊を率いてヤマトに最後の戦いを挑んでくる。
デザインは艦首に角状の突起を持つなど駆逐型デストロイヤー艦と共通するディティールを持つが、艦体はやや扁平で、艦首に「目玉」はなく、代わりに大型のインテーク状の構造を有し、キノコ状の艦橋を持つ。武装は外観上、艦首上下面に無砲身三連装砲塔を左右並列に計4基装備している。
この大型旗艦は麾下の艦隊共々、ヤマトに体当たり攻撃を仕掛けるも弾かれ、ハーロックの砲撃によって止めを刺される。

## その他の御座艦
上記の3艦の以外にも一時的に御座艦となった艦が存在する。ここでは没となった戦艦スターシャも含めて紹介する。
三段空母（第一空母）
『宇宙戦艦ヤマト2』第24話において、ヤマトとの白兵戦で大破状態となった二代目デスラー艦を放棄したデスラーが移乗する。その後、臨時の御座艦および艦隊旗艦となり、艦隊を率いて立ち去る。
デスラー戦闘空母
『宇宙戦艦ヤマト 新たなる旅立ち』および『宇宙戦艦ヤマトIII』第16話に登場。戦闘空母を改装し、臨時の御座艦として使用される。御座艦としては、唯一赤色の艦体色である。詳細はデスラー戦闘空母を参照。
デウスーラI世
『宇宙戦艦ヤマト2199』第15話に登場。ゼルグート級一等航宙戦闘艦の2番艦であり、ドメラーズIII世の同型艦。上記の艦とは異なり正式な総統座乗艦とされており、塗装はデスラー艦と同様の青色基調のものとなっている。詳細はガミラス帝国の戦闘艦#ゼルグート級一等航宙戦闘艦（リメイクアニメ）を参照。
ゲルバデス級
『宇宙戦艦ヤマト2202 愛の戦士たち』最終話に登場。青色の艦体色をしており、飛行甲板にコアシップを係留している。なお、このゲルバデス級は設定よりだいぶ大きく（普通ならコアシップが1/3程度はみ出す）描かれており、後に『宇宙戦艦ヤマト2205 新たなる旅立ち』第1話に登場するにあたり、ゲルバデス級に外形を似せた別種の艦という設定が補完された。
戦艦スターシャ
企画段階で頓挫した『宇宙戦艦ヤマト 完結編』以後のデスラーを主役とした後日談のOVA『デスラーズ・ウォー』に登場する予定だった艦。『完結編』の後、新たな敵との交戦でデスラー艦を失ったデスラーが新たな御座艦として建造した。松本零士によりデザインされる予定であったが、上述の通り企画が頓挫したためにデザインは公開されず、どの段階まで進んでいたのかは不明である。なお、『宇宙戦艦ヤマト 大クロニクル』（グライドメディア、2010年、ISBN 978-4813021230）には、松本零士・板橋克己によってデザインされた「ガルマンガミラス戦略指揮旗艦〈G・スターシア〉」という、戦艦スターシャの流れを汲んだと思われる艦が掲載されている。このG・スターシアは、1500メートル級の巨大戦艦となっている。